# Timna

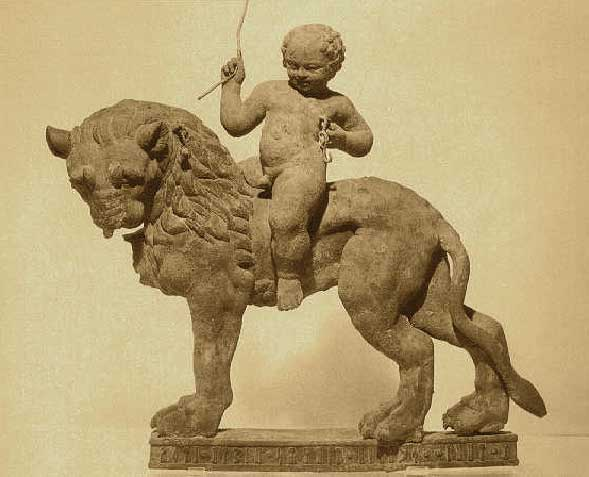
León de bronce de Qataban.León de bronce con un jinete hecho por los qatabanianos alrededor del 75-50 a. C., excavado fuera de la Casa Yafash en la puerta sur de la ciudad.

Timna (en Árabe,تمنع) es una antigua ciudad de Yemen, capital del reino de Qataban. No tienen nada que ver con la ciudad homónima  de Timna del sur de Israel. En la antigüedad, Timna fue una importante escala en la famosa ruta del incienso, que unía Arabia y la India a través de caravanas de dromedarios con los puertos del Mediterráneo, principalmente Gaza en Palestina, y Petra, en Jordania. La ciudad moderna más cercana es Beihan. En la década de los años 50 se realizó una campaña arqueológica americana en Timna.